# Rhynencina
Rhynencina este un gen de muște din familia Tephritidae.

Cladograma conform Catalogue of Life:
| Rhynencina | \| \| Rhynencina dysphanes \| \| \| \| \| \| Rhynencina emphanes \| \| \| \| \| \| Rhynencina longirostris \| \| \| \| \| \| Rhynencina spilogaster \| \| \| \| \| \| Rhynencina xanthogaster \| \| \| \| |
|            | \| \| Rhynencina dysphanes \| \| \| \| \| \| Rhynencina emphanes \| \| \| \| \| \| Rhynencina longirostris \| \| \| \| \| \| Rhynencina spilogaster \| \| \| \| \| \| Rhynencina xanthogaster \| \| \| \| |
|            | Rhynencina dysphanes |
|            | |
|            | Rhynencina emphanes |
|            | |
|            | Rhynencina longirostris |
|            | |
|            | Rhynencina spilogaster |
|            | |
|            | Rhynencina xanthogaster |
|            | |